# Велика Саргая (притока Узяна)
Вели́ка Саргая́, інколи просто Саргая́ (башк. Оло Һарғая, рос. Большая Саргая, Саргая) — річка в Росії, розташована в межах Республіки Башкортостан. Права притока Південного Узяну, належить до підбасейну Білої басейну Ками.
Загальна довжина Великої Саргаї становить 14 км. Характер її живлення мішаний: ґрунтовий, дощовий і сніговий. Велика Саргая належить до водних артерій гірського типу: її води прозорі, холодні, багаті киснем. Ця річка скресає наприкінці квітня — початку травня, а замерзає наприкінці жовтня — початку листопада.
Витік Саргаї розташований на схилах Саргаїнського хребта у горах Південного Уралу. Вона протікає ненаселеною місцевістю, практично весь її басейн лежить у межах Башкирського заповідника. Впадає в Південний Узян з правого берега на відстані 85 км від його гирла, вона є найбільшою з його приток. Господарського значення не має.